# Allée Clarissa-Jean-Philippe
L' allée Clarissa-Jean-Philippe est une voie publique du quartier du Petit-Montrouge du 14e arrondissement de Paris, en France.

## Situation et accès
La voie constitue l'allée centrale du square du Serment-de-Koufra.
Elle est desservie par la ligne 4 à la station Porte d'Orléans et par la ligne ligne 3a du tramway d'Île-de-France à la station Porte d'Orléans.

## Origine du nom

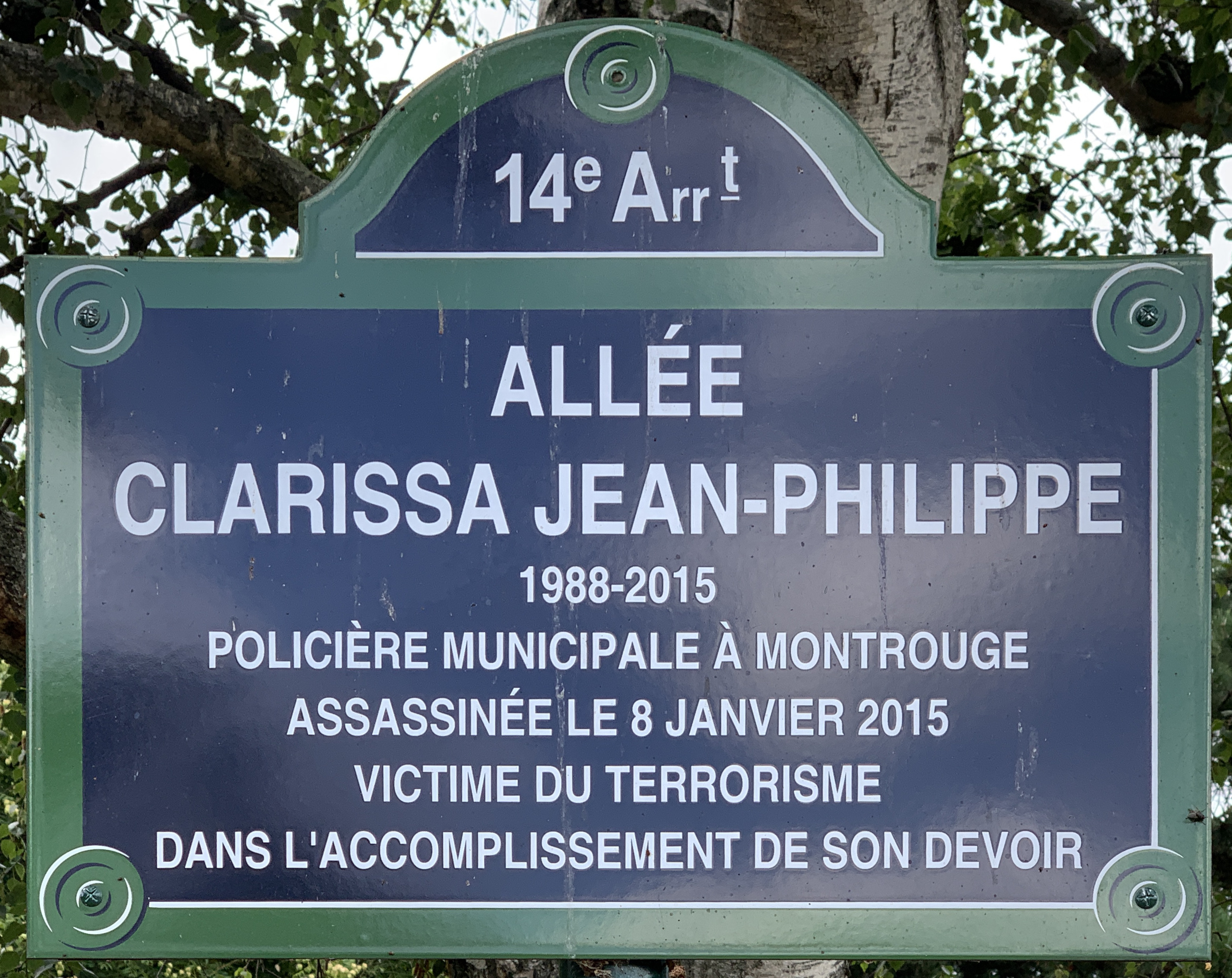
Plaque de l'allée.

Elle porte le nom de Clarissa Jean-Philippe, policière de Montrouge, assassinée lors des attentats de janvier 2015.

## Historique
Le Conseil de Paris vote à l'unanimité cet hommage public. L'inauguration s'est déroulée pour l'anniversaire de l'attentat, en janvier 2019.

## Bâtiments remarquables et lieux de mémoire
- Square du Serment-de-Koufra
- Mémorial et statue du maréchal Philippe Leclerc de Hauteclocque